# دم‌پیسه پرویی
دم‌پیسه پرویی (نام علمی: Phlogophilus harterti) که به‌طور محلی Colibrí Colipinto Peruano نامیده می‌شود، گونه‌ای از مرغ‌های مگس در "coquettes" تبار خورشیدفرشته‌تباران (Lesbiini) از زیرخانواده خورشیدیان (Lesbiinae) و بومی پرو است.